# Char Fiat L6/40

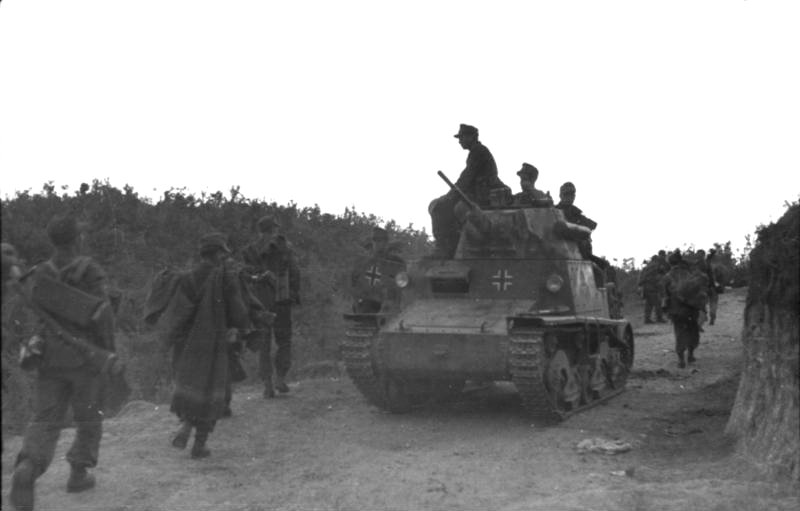
Un L6/40 décoré des insignes allemands passe au côté d'une colonne de soldats allemands en Albanie occupée, septembre 1943.

Le Fiat L6/40 est un char léger employé par l'armée italienne à partir de 1940 et durant toute la Seconde Guerre mondiale. Sa dénomination officielle était exactement la suivante : Carro Armato L6/40 « Char armé L6/40 », ce qui explicite le type de véhicule : Carro Armato, « char », sa catégorie « L » pour Leggero, « léger », sa masse en tonnes 6) et l'année à laquelle il fut mis en service et employé pour la première fois 40 pour 1940. 

## Description et histoire

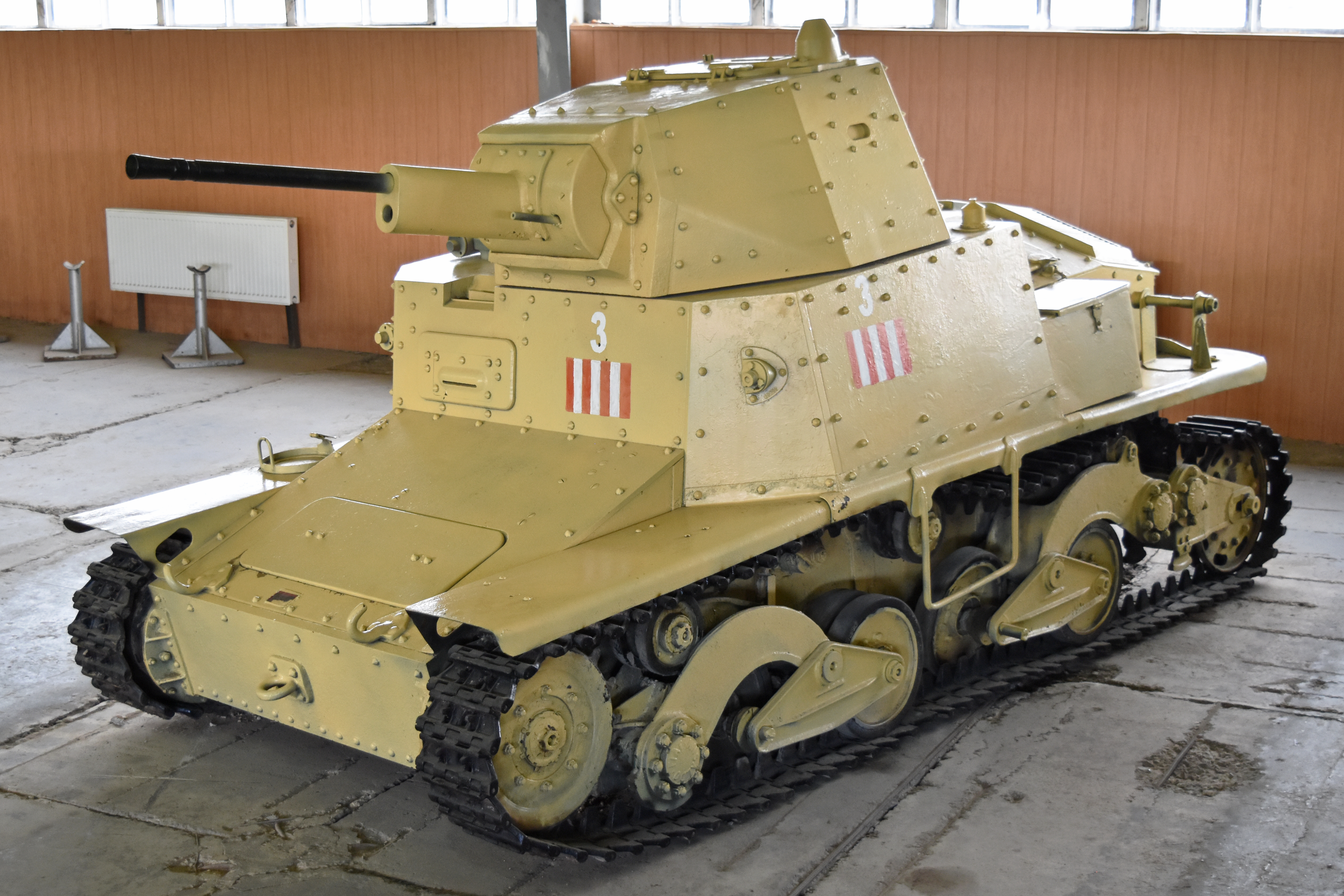
Char Fiat L6/40 au Musée des Blindés de Koubinka et Patriot Park

Le Fiat L6/40 était un char léger de conception conventionnelle, construit au moyen de rivetages. Une tourelle pouvant accueillir un seul membre d'équipage hébergeait un canon automatique Breda M35 de 20 mm ainsi qu'une mitrailleuse coaxiale Breda M38 de 8 mm. Le conducteur de l'engin était assis à l'intérieur du côté droit de la carrosserie. L'épaisseur du blindage variait de 6 à 40 mm, équivalent à celui des chars légers alliés.
En outre, le véhicule avait été conçu par le groupement Fiat-Ansaldo en tant que produit destiné à l'exportation et fut seulement adopté par l'armée italienne quand leurs officiers furent informés de l'existence de ce nouveau prototype et qu'ils montrèrent de l'intérêt pour ce dernier. Le premier exemplaire fut livré à l'armée italienne le 22 mai 1941.
Le Fiat L6/40 fut par ailleurs le principal blindé employé par les troupes italiennes qui luttèrent sur le front oriental conjointement au chasseur de chars Semovente L.40 47/32. Les Fiat L6/40 furent également employés durant la campagne en Afrique du Nord.

## Développement
Le développement du FIAT L6/40 débute en 1936. Étant une évolution du Fiat L3/35, le L6/40 se déclina en plusieurs prototypes à la fin des années 1930. La première version fut armée d'un canon de 37 mm protégé d'une barbette ainsi que d'une mitrailleuse située dans la tourelle. Une version postérieure déplaça le canon de 37 mm dans la tourelle, alors qu'un autre prototype se vit armé de seulement deux mitrailleuses de 8 mm. Finalement, la production de ces chars en série appelés Carro Armato L6/40 débuta en 1941 et aboutit à la construction de 283 chars de ce type au total.
Le char lance-flammes L6 Lf est une variante dans laquelle le canon principal est remplacé par un lance-flammes contenant 200 litres de liquide inflammable. Une autre variante transportait un équipement de radio et était munie d'une tourelle ouverte. Mais le modèle qui connut le plus de succès fut encore le chasseur de chars Semovente L.40 47/32, qui était dépourvu de tourelle mais disposait tout de même d'un canon anti-char de 47 mm. La version finale construite à la fin de la guerre fut simplement armée d'une mitrailleuse Breda M38 de 8 mm. Ce char fut employé conjointement au canon automoteur antichar Semovente 90/53 comme véhicule de transport de munitions du fait de son faible armement, bien que celui-ci ne pouvait transporter que 6 projectiles.

## Déploiement
Les chars légers Fiat L6/40 furent employés par les forces italiennes durant la campagne dans les Balkans, sur le front de l'Est, lors des dernières opérations de la campagne en Afrique du Nord ainsi que pour la défense de la Sicile et la campagne d'Italie.
Le Fiat L6/40 fut le principal blindé utilisé par les troupes italiennes qui luttèrent sur le front de l'Est. Il luttait au côté des Semovente L.40 47/32.
Étant un bon char léger de par sa taille et sa meilleure efficacité et résistance par rapport aux chenillettes précédentes qui étaient jusqu'alors communes dans l'armée italienne, il était cependant déjà obsolète au moment de son introduction face aux chars allemands et alliés notamment. La basse silhouette du véhicule (légèrement plus haute qu'un homme de taille moyenne) le rendait utile pour diverses missions de reconnaissance. Quant à son armement, il se révéla efficace contre n'importe quel véhicule légèrement blindé ou sans blindage. Néanmoins, du fait d'un manque de chars moyens dans l'armée mussolinienne, il fut tout de même fréquemment employé comme char de combat bien que ce rôle n'était pas du tout adapté à sa conception et sa structure.
Après l'armistice de Cassibile le 3 novembre 1943, la Wehrmacht a saisi de nombreux chars L6/40. Elle commanda et reçut 17 exemplaires neufs en 1944.

## Autres caractéristiques
- Passage d'obstacles:
  - Gué :  0,80 m (2 feet et 8 inches).
  - Gradient, inclinaison :  60 %.
  - Obstacle:  0,70 m (2 feet et 4 inches).
  - Tranchée:  1,70 m (5 feet 7 inches).
- Armement:
  - Munitions:  296 cartouches de 20 mm et 1 560 cartouches de 8 mm.
  - Élévation et traverse:  -12° à +20°, avec une rotation de 360°.